# Bolszoj Łog (obwód rostowski)
Bolszoj Łog (ros. Большой Лог) – chutor w Rosji, w obwodzie rostowskim, w rejonie aksajskim. W 2010 liczył 4336 mieszkańców.